# Sullivan (Illinois)
Sullivan is een plaats (city) in de Amerikaanse staat Illinois, en valt bestuurlijk gezien onder Moultrie County.

## Demografie
Bij de volkstelling in 2000 werd het aantal inwoners vastgesteld op 4326. In 2006 is het aantal inwoners door het United States Census Bureau geschat op 4344, een stijging van 18 (0,4%).

## Geografie
Volgens het United States Census Bureau beslaat de plaats een oppervlakte van 5,3 km², geheel bestaande uit land. Sullivan ligt op ongeveer 198 m boven zeeniveau.

## Plaatsen in de nabije omgeving
De onderstaande figuur toont nabijgelegen plaatsen in een straal van 20 km rond Sullivan.